# Vid Jerič
Vid Jerič, slovenski partizan, polkovnik, politik in lovec, * 28. avgust 1920, Tihaboj - Celje, † 25.avgust 1985.
V NOV in POS je vstopil 8. maja 1942. Kot pripadnik 12. slovenske narodnoosvobodilne brigade je bil eden izmed odposlancev, ki so se udeležili Zbora odposlancev slovenskega naroda v Kočevju. Pozneje je bil polkovnik Jugoslovanske ljudske armade.
Poveljnik TO /teritorialne obrambe/ zahodne štajerske pokrajine http://www.dlib.si/listalnik/URN_NBN_SI_doc-Y2HSVY3Q/2/index.html#zoom=z